# (31790) 1999 LA1
1999 LA1 (asteroide 31790) é um asteroide da cintura principal. Possui uma excentricidade de 0.09986760 e uma inclinação de 13.88851º.
Este asteroide foi descoberto no dia 7 de junho de 1999 por LINEAR em Socorro.